# Дондра
Дондра (там. தேவேந்திரமுனை, англ. Dondra Head) — мыс на крайней южной оконечности острова Шри-Ланка, в Индийском океане. Недалеко от мыса расположен маленький городок Дондра. Недалеко от острова расположены Маяк Галле и буддийский монастырь. На мысе находится открытый в 1889 году маяк